# Artus-Excalibur
Artus-Excalibur, aussi connue sous le titre de Xcalibur en Asie, est une comédie musicale de 2014, librement inspirée du cycle arthurien, en particulier de la légende du Roi Arthur et de son épée mythique Excalibur. Il s'agit d'une création originale de Frank Wildhorn, Robin Lerner et Ivan Menchell.

## Postulat
Le roi Uther Pendragon convoite la noble Ygraine, une femme mariée. Aidé par le puissant magicien Merlin, il abuse la belle dame en prenant l'apparence de son époux.
À la suite de cette manipulation abjecte, Ygraine tombe enceinte et meurt en couches.
Merlin récupère le bébé qu'il nomme Arthur. Cet enfant va changer l'Histoire à jamais...

## Synopsis

### Acte I
La Grande-Bretagne est déchirée par les batailles. Violent et dépravé, le roi Uther Pendragon nourrit une obsession malsaine pour Ygraine, une duchesse déjà mariée. Malgré toutes ses tentatives, celle-ci résiste. Pour lui venir en aide, Uther fait appel à un puissant sorcier venu d'un autre monde : Merlin. Le mage y consent mais exige en contrepartie tout enfant conçu par Uther en guise de paiement. Le roi accepte le pacte. Par un sortilège, Merlin confère à Uther l'apparence du mari d'Ygraine. Grâce à ce subterfuge, le roi parvient à abuser la jeune femme et passe la nuit avec elle. Ygraine tombe enceinte mais meurt en mettant au monde un garçon. Merlin s'empare du bébé qu'il baptise Arthur. Plus brutal et amer que jamais, Uther viole Morgane, la fille qu'il a eue avec sa première épouse, avant de la faire jeter au couvent.
Les années passent. Uther livre une guerre sanglante au roi Lot d'Orkney pour le contrôle du pays. Il est tué dans l'assaut. A l'issue de cette bataille dévastatrice, les survivants pleurent leurs camarades tombés au combat (Das Feld der Ehre / The Field of Honor). Merlin se manifeste et présente aux chevaliers l'épée magique, Excalibur. Le sorcier fiche ensuite la lame dans une énorme pierre, proclamant que celui qui retirera Excalibur de la roche sera proclamé roi légitime de l'Angleterre (Der Heiler / The Healer).
Quelque temps s'écoule. D'innombrables personnes se rassemblent autour de la pierre et s'interrogent : quelqu'un pourra-t-il libérer un jour cette arme prodigieuse (Excalibur) ? Au sein de la foule se trouvent Arthur, son père adoptif Sir Ector et son meilleur ami Lancelot. Le jeune homme ne fait pas grand cas de la prophétie énoncée par Merlin mais Ector et Lancelot ont placé une foi inébranlable en elle. Lorsque Sir Gareth, le fils de Lot, échoue à ôter l'épée de la pierre, sa colère déclenche une rixe avec les autres chevaliers. Arthur, souhaitant aider, grimpe sur le roc et, à la surprise générale, délivre Excalibur. La bataille s'arrête net. Le peuple tombe à genoux et chante les louanges d'Arthur, désormais leur véritable monarque. Mais le jeune homme est effrayé et refuse : il argue qu'il n'est qu'un simple écuyer et non un roi. Sur l'instant, Merlin apparaît et révèle à l'assemblée, y compris au principal intéressé, qui est vraiment Arthur. Lorsqu'Ector confirme qu'il n'est pas son père biologique, Arthur accuse une nouvelle désillusion. Il s'enfuit dans la forêt avoisinante.
Merlin gagne les bois à la suite d'Arthur : il lui explique que son destin est déjà tracé et qu'il ne peut s'y soustraire (Fern von dieser Welt / In This World). Le jeune homme ne veut pas entendre raison. Il précipite Excalibur dans les fourrés et rejette son destin de roi (Schwert und Stein / Sword and Stone).
De son côté, Morgane, devenue une sorcière aussi belle que redoutable, pratique la magie noire depuis le cloître de son couvent. Elle invoque une vision d'Arthur et apprend ainsi qu'il a été proclamé souverain. A ses yeux, il n'est qu'un bâtard qui lui ôte le droit légitime à la couronne. Morgane lance sa vendetta contre son demi-frère (Sünden der Väter / Sins of the Fathers).
Le lendemain matin, Arthur s'éveille et découvre, stupéfait, Excalibur à ses côtés. Alors qu'il s'apprête à la jeter derechef, il entend soudain une voix. En suivant cette voix, Arthur tombe sur une jeune dame agenouillée dans une posture pieuse. La femme reconnaît instantanément Arthur et s'adresse à lui avec le respect dû à son souverain. Arthur nie être le roi, ce qui amène l'inconnue à lui expliquer la véritable signification de l'héroïsme (Ein wahrer Held / A True Hero). Face à tant de sagesse, Arthur consent à accepter ses responsabilités. Il remercie son interlocutrice, laquelle se présente officiellement : elle se prénomme Guenièvre. Après le départ de la belle, Arthur se demande quelles qualités sont nécessaires pour être un grand roi (Was macht einen König aus / What Makes A King?).
Brusquement, le jeune monarque est attaqué par Sir Gareth et d'autres chevaliers rebelles. Lancelot arrive pour aider son ami. Usant du pouvoir d'Excalibur, Arthur prend le dessus sur Gareth avec facilité. Il se refuse toutefois à le tuer. Merlin apparaît à nouveau et encourage Arthur à régner depuis le château de Camelot. Le sorcier conduit son protégé et ses partisans au lieu indiqué, révélant une forteresse en ruines. D'abord découragé, Arthur décide de rebâtir le château sur l'impulsion de Merlin. Ector, Lancelot et le peuple se rallient aux côtés du jeune roi et aident à reconstruire Camelot. Arthur forme les Chevaliers de la Table Ronde. Lancelot est le premier nommé (Die ruhmreiche Schlacht / The Glorious Battle).
Camelot prospère et Morgane arrive bientôt à la citadelle. En apprenant que la nouvelle venue est sa demi-sœur, Arthur l'accueille avec joie. A l'inverse, Merlin réalise que la jeune femme use de la magie noire et voit la menace s'incarner en elle. Morgane, envahie par la haine, repousse Arthur et exige le trône qui lui a été usurpé (Was will ich hier / What I Want). Arthur ne peut approuver une telle demande et Morgane disparaît, folle de rage.
Sensible à son intelligence, sa détermination et sa beauté, Arthur réalise qu'il s'est épris de Guenièvre. Il lui écrit une lettre, mandant sa présence à ses côtés. Guenièvre voit en Arthur un symbole d'espoir pour le pays et, après avoir lu ses mots, tombe amoureuse de lui (Ein neuer Tag / A New Day). Sir Lucan, l'un des chevaliers d'Arthur, est mandaté pour escorter la belle à Camelot.
Pendant ce temps, Morgane se rend au château de Lot et lui propose une alliance pour renverser son demi-frère. Lot accueille la proposition avec méfiance mais, lorsque la sorcière lui démontre l'étendue de ses pouvoirs, il se laisse convaincre. Morgane et Lot se marient, combinant ainsi les forces de Pendragon et d'Orkney. Morgane envoie ses soldats tendre une embuscade à Guenièvre et Lucan. Lancelot se porte à leur secours et sauve la future reine mais Lucan, grièvement blessé, expire. Lancelot accepte de prendre sa place aux côtés de Guenièvre et la guide jusqu'à Camelot. Les jeunes gens ressentent une attirance physique, immédiate et dangereuse, entre eux.
Au château d'Orkney, Merlin se présente à Morgane et lui ordonne d'abandonner sa quête vengeresse. Cette dernière refuse, accusant son demi-frère d'être la cause de tous ses maux et rappelant qu'elle est l'héritière légitime. Le mage objecte : personne ne peut exiger le droit de régner. Face à l'inflexibilité de la sorcière, il s'en retourne à Camelot (Fern von dieser Welt - Reprise / In This World - Reprise).
Guenièvre arrive enfin à Camelot tandis qu'Arthur, entouré de ses plus proches chevaliers et de Merlin, est officiellement couronné. Le jeune souverain jure de défendre son royaume de la tyrannie. Le peuple est en liesse (Heute Nacht fängt es an / It Begins Tonight).

### Acte II
Peu après le couronnement d'Arthur, ce dernier et Guenièvre se marient, à la joie de tout le pays (Hochzeitsgelöbnis / Wedding Vows). Lancelot les contemple tristement, de loin. Il sait que Guenièvre, malgré l'attraction qu'ils éprouvent l'un pour l'autre, ne sera jamais sienne (Sogar der Regen schweigt still heut Nacht / Even the Rain is Silent Tonight).
L'alégresse est de courte durée. Un assassin à la solde de Morgane et Lot apparaît. Il se jette sur le jeune roi. Ector sauve son fils adoptif mais est mortellement blessé en s'interposant. Arthur tente désespérément de le sauver mais Ector succombe et expire dans ses bras (Vater und Sohn / Father and Son).
Eprouvant la haine pour la première fois, Arthur jure de se venger de Lot et déclare la guerre au château d'Orkney. Guenièvre essaie de se montrer tendre et protectrice envers lui mais son époux, rongé par la rancœur, la repousse. Merlin prévient Arthur qu'Excalibur a été forgée pour unir et non pour détruire ; le souverain ignore l'avertissement du sorcier. Pendant ce temps, Morgane et Lot rassemblent leurs armées, persuadés de leur victoire prochaine (Morgen triffst du den Tod / Tomorrow, You Meet Death).
Si leur réussite semble assurée, Lot se révèle aussi fourbe et violent que les autres hommes côtoyés par Morgane au cours de son existence. À la suite d'une dispute, il la brutalise et l'enferme dans sa chambre. Restée seule, l'enchanteresse réfléchit à son enfance malheureuse et à son existence solitaire (Der Rose / The Rose).
Tout à ses préparatifs de guerre, Arthur néglige sa femme. Guenièvre et Lancelot tentent d'apaiser Arthur. Ce dernier écarte aveuglément leurs conseils et s'isole de plus en plus, se coupant de ceux qui lui sont chers. Le cœur brisé, la reine fait le deuil de son amour (Wo ging die Liebe hin / How Do You Make Love Stay?). Lancelot réconforte celle dont il est secrètement épris et tous deux se rapprochent.
Pendant ce temps, Merlin rend de nouveau visite à Morgane pour la raisonner. L'enchanteresse lui propose un marché : elle fera en sorte que leurs troupes se retirent si Merlin partage avec elle sa connaissance complète de la magie. Ce dernier refuse mais Morgane, comprenant qu'il n'est pas indifférent à ses charmes, esquisse lentement sa séduction (Begehren / Desire).
Lancelot, follement épris de Guenièvre, s'enfuit dans la forêt pour lutter contre la tentation (Nur sie allein / Her Alone). La souveraine retrouve Lancelot et, envahie par la tristesse et l'affection, tombe dans ses bras. Merlin surprend la scène et songe avec inquiétude à son protégé (Der Kreis der Menschheit / The Circle of Humanity).
Cette nuit-là, Morgane se faufile jusqu'à la chambre d'Arthur et lui montre une vision de Lancelot et Guenièvre consommant leur passion dans les bois. La sorcière sait que cette trahison affaiblira profondément son demi-frère. Désespéré, Arthur bannit les deux amants de Camelot, tandis que Morgane observe triomphalement la scène (Alles ist vorbei / The End).
Mis face à ses propres tentations, Merlin succombe finalement à Morgane. Cette dernière l'a berné et le piège se referme. Son moment de faiblesse le voit privé de ses pouvoirs : un sorcier doit rester inflexible face aux appétits terrestres, sans quoi il perd sa magie. L'enchanteur s'affaiblit et Morgane sent d'emblée ses pouvoirs s'accroître.
Un Merlin fragile et mortel rend visite à Arthur une ultime fois. Il lui fait ses adieux. Le monarque se sent plus abandonné que jamais. Le magicien le rassure : même si lui-même ne peut plus l'aider, il sait que son protégé l'emportera sur la tyrannie. Merlin disparaît. Arthur rassemble son armée et son courage en prévision de la bataille finale (Was macht einen König aus - Reprise / What Makes A King? - Reprise).
Un rude combat s'engage entre les armées de Lot et d'Arthur. Le roi d'Orkney et Gareth meurent sur le champ de bataille. Arthur est victorieux mais son château est à nouveau en ruines. C'est alors que Lancelot, grièvement blessé, est amené devant le jeune monarque ; le chevalier s'est faufilé dans ses rangs pour venir en aide à son ancien ami. Sentant sa fin proche, Lancelot se confesse auprès d'Arthur : Guenièvre ne l'a jamais vraiment trahi, c'est par désespoir qu'elle a cherché refuge auprès de lui. Le souverain reste le seul qu'elle ait jamais aimé, là où le chevalier n'était qu'une passion éphémère, une consolation temporaire. Lancelot expire contre Arthur. Le roi pleure la perte de son compagnon et l'enterre avec les honneurs (Das Feld der Ehre - Reprise / The Field of Honor - Reprise).
Isolé et accablé de chagrin, Arthur se recueille sur la tombe de Lancelot. Il entend soudain une voix de femme derrière lui et, pensant qu'il s'agit de Guenièvre, baisse immédiatement la garde. La voix se révèle être celle de Morgane : la sorcière emploie ses nouveaux pouvoirs pour prendre l'apparence de l'épouse répudiée. Morgane dérobe Excalibur à Arthur et se prépare à le mettre à mort. Soudain, un carreau d'arbalète se fiche dans le dos de Morgane, épargnant la vie du souverain. Arthur parvient à récupérer son épée et tue sa demi-sœur.
Guenièvre se révèle être le mystérieux arbalétrier qui s'est porté à son secours. Merlin est venu la trouver en lui disant qu'Arthur avait besoin de son aide. Comprenant qu'ils se portent toujours un amour sincère, le monarque pardonne à son épouse. Accompagnés des esprits de leurs amis tombés au combat, Arthur et Guenièvre partent ensemble, avec l'espoir que Camelot renaîtra un jour (Vor langer Zeit / Long Ago).

## Personnages principaux
- Le Roi Arthur : fils bâtard du roi Uther Pendragon, né du viol d'Ygraine via un subterfuge établi par le sorcier Merlin. Il connaît une jeunesse insouciante, jusqu'au jour où Excalibur est placée sur sa route. Contraint de prendre ses responsabilités vis à vis du trône, Arthur se retrouve déchiré par ses responsabilités et ses failles. Ce sont les drames et les épreuves qui le forgeront et feront de lui un roi digne de Camelot.
- Excalibur : l'épée magique figée dans la pierre. Quiconque parvient à la libérer de son rocher se voit proclamer souverain légitime de Grande-Bretagne. Créée pour unir et non pour détruire, elle est l'emblème de la moralité d'Arthur. Son lien à son propriétaire est central à la trame : tous deux donnent leur nom au titre du spectacle, Artus-Excalibur.
- Guenièvre : belle dame accomplie, guerrière soucieuse d'agir au mieux dans l'intérêt du royaume. C'est elle qui pousse Arthur à accepter son rôle de monarque. Elle se montre un soutien indéfectible pour lui, jusqu'au moment où son époux cède à la haine. Elle voue un amour sincère à son roi mais connaît une passion éphémère avec Lancelot.
- Lancelot : le meilleur ami d'Arthur, auprès de qui il a grandi. Idéaliste et pieux, il devient le premier chevalier de la Table Ronde. Il s'éprend sincèrement de Guenièvre et finit par être son amant après avoir lutté en vain contre son amour pour elle. Sa fidélité va néanmoins à Arthur et il paiera cette trahison de sa vie.
- Merlin : puissant sorcier venu d'un autre monde. Il est invoqué par Uther Pendragon pour lui permettre de séduire Ygraine. Il consent à cette odieuse demande, sachant que ce viol engendrera le futur roi d'Angleterre. Personnage trouble, puissant et nébuleux, modèle de sagesse ramené à ses appétits terrestres par Morgane, il reste toutefois le plus grand soutien d'Arthur.
- La Fée Morgane : fille légitime d'Uther Pendragon et demi-sœur d'Arthur. A la mort d'Ygraine, son père, ivre de chagrin et de rage, la viole puis l'envoie au couvent. Là-bas, elle développe ses pouvoirs et s'initie à la magie noire. Considérant Arthur comme la cause de sa déchéance, elle œuvrera pour causer sa chute. Déterminée et puissante, elle est prête à tout pour obtenir le trône et accomplir sa vengeance. Elle est la figure féminine centrale de la comédie musicale, où elle fait à la fois figure de victime et d'antagoniste.
- Ector : père adoptif d'Arthur, protecteur et bienveillant.

- Le Roi Lot : rival des Pendragon et monarque des terres d'Orkney. Il s'allie à la sorcière Morgane pour s'assurer la victoire.
- Gareth : le fils de Lot. Chevalier acariâtre et violent, il refuse de voir en Arthur son roi légitime.
- Lucain : un chevalier de la Table Ronde, dévoué à Arthur.
- Ygraine : la mère d'Arthur. Duchesse à la beauté et à la rigueur exemplaires, elle est abusée par Uther Pendragon. De ce viol est conçu un enfant, Arthur. Elle mourra en couches sans voir l'ascension de son fils au trône.
- Uther Pendragon : roi violent et lubrique. Son obsession pour la chaste Ygraine le pousse à invoquer Merlin. Par un subterfuge du magicien, il parvient à abuser de la duchesse et la met enceinte. La mort en couches d'Ygraine décuple sa folie. Il viole sa fille Morgane qu'il expédie au couvent pour la contraindre au silence. Il meurt au combat quelques années plus tard, face à Lot.

## Chansons
| Acte I - Das Feld der Ehre / The Field of Honor – Ensemble - Der Heiler / The Healer – Merlin - Excalibur – Arthur, Lancelot, Ector, Ensemble - Fern von dieser Welt / In This World – Merlin - Schwert und Stein / Sword and Stone – Arthur - Sünden der Väter / Sins of the Fathers – Morgane - Ein wahrer Held / A True Hero – Arthur, Guenièvre - Was macht einen König aus / What Makes A King? – Arthur - Die ruhmreiche Schlacht / The Glorious Battle – Arthur, Lancelot, Merlin, Ensemble - Was will ich hier / What I Want – Arthur, Merlin, Morgane - Ein neuer Tag / A New Day – Guenièvre - Fern von dieser Welt Reprise / In This World: Reprise – Merlin, Morgane - Heute Nacht fängt es an / It Begins Tonight – Arthur, Merlin, Lancelot, Ensemble | Acte II - Hochzeitsgelöbnis / Wedding Vows – Arthur, Guenièvre, Ensemble - Sogar der Regen schweigt still heut Nacht / Even the Rain is Silent Tonight – Lancelot - Vater und Sohn / Father and Son – Arthur, Ector - Morgen triffst du den Tod / Tomorrow, You Meet Death – Arthur, Morgane, Loth, Guenièvre, Ensemble - Die Rose / The Rose – Morgane - Wo ging die Liebe hin / How Do You Make Love Stay? – Guenièvre - Begehren / Desire – Merlin, Morgane - Nur sie allein / Her Alone – Lancelot - Der Kreis der Menschheit / The Circle of Humanity – Merlin - Alles ist vorbei / The End – Arthur, Guenièvre, Lancelot, Morgane - Was macht einen König aus Reprise / What Makes A King?: Reprise – Arthur - Das Feld der Ehre Reprise / The Field of Honor: Reprise – Arthur, Ensemble - Vor langer Zeit / Long Ago – Arthur, Guenièvre, Ensemble |

## Productions
La comédie musicale débute le 15 mars 2014 au Théâtre de Saint-Gall, en Suisse. La distribution comporte notamment Patrick Stanke (Arthur), Annemieke van Dam (Guenièvre), Mark Seibert (Lancelot), Thomas Borchert (Merlin) et Sabrina Weckerlin (Morgane). L'équipe technique se compose de Francesca Zambelloon à la mise en scène, Peter J. Davison aux décors, Mark McCullough aux lumières, Susan Willmington à la conception des costumes et Katy Tucker aux projections. Les danses sont créées par Eric Sean Fogel et les scènes de combat sont chorégraphiées par Rick Sordelet. La traduction des textes en allemand est assurée par Nina Schneider.
La production sud-coréenne est montée en 2019 sous le titre Xcalibur, avec notamment Kim Junsu et Dokyeom au casting. Cette version connaît de nombreuses modifications par rapport à l'intrigue originale et reçoit les faveurs du public en attirant environ 120 000 personnes. Au gré des moutures, des changements notables surviennent : Guenièvre apparaît désormais en tant que guerrière accomplie durant l'acte II et cinq nouvelles chansons composées par Frank Wildhorn sont ajoutées à la trame. Le succès du spectacle ne se dément pas et ce dernier reste un immense succès de la scène sud-coréenne. Il connaît plusieurs revivals ainsi qu'une version filmée ; la captation est disponible en exclusivité sur la plateforme Broadway on Demand.
En 2023, la revue Takarazuka exporte le spectacle sur la scène tokyoïte. La comédie musicale est portée par la troupe Cosmos. Elle est en grande partie basée sur la version sud-coréenne. La captation du spectacle est disponible en support physique.

## Distributions
| Rôle      | Saint-Gall - Première (2014)               | Staatz (2016)       | Tecklenburg (2016) | Zwingenberg (2019)        | Séoul (2019)                              | Tokyo (2023)    |
| --------- | ------------------------------------------ | ------------------- | ------------------ | ------------------------- | ----------------------------------------- | --------------- |
| Arthur    | Patrick Stanke                             | Christoph Apfelbeck | Armin Kahl         | Nikolaj Alexander Brucker | Dokyeom (DK) / Kim Junsu / Jung Ki-yeol   | Toa Serika      |
| Guenièvre | Annemieke van Dam / Lisa Antoni            | Tanja Petrasek      | Milica Jovanovic   | Jana Marie Gropp          | Kim So-hyang / Min Kyung-ah               | Sakura Haruno   |
| Lancelot  | Mark Seibert / Anton Zetterholm            | Philipp Dietrich    | Dominik Hees       | Sascha Krebs              | Um Ki-joon / Lee Ji-hoon / Park Kang-hyun | Minato Sakuragi |
| Merlin    | Thomas Borchert                            | Werner Auer         | Kevin Tarte        | Uwe Kröger                | Kim Joon-hyun / Son Jun-ho                | Ritsu Wakato    |
| Morgane   | Sabrina Weckerlin                          | Regina Mallinger    | Roberta Valentini  | Caroline Frank            | Shin Young-sook / Jang Eun-ah             | Yuuki Mashiro   |
| Ector     | Alexander Bellinkx                         | Ludwig Flessl       | Thomas Schirano    | Holger Ries               | Park Chul-ho / Jo Won-hee                 | Akira Matsukaze |
| Lot       | Robert Johansson                           | Lawrence Karla      | Christian Schöne   | Sascha Oliver Bauer       |                                           |                 |
| Gareth    | Kevin Foster                               | Michael Postmann    | Thomas Hohler      | Oleg Lapochkin            |                                           |                 |
| Lucan     | Gero Wendorff                              | Daniel Hauser       | Andrea Luca Cotti  | Christian Strobel         |                                           | Eito Namiki     |
| Ygraine   | Jeannine Michele Wacker / Stéphanie Signer | Anna Burger         | Sophie Blümel      |                           |                                           |                 |
| Uther     | Rupert Markthaler / Richard Leggett        | Wolfgang Fahrner    | Zoltan Fekete      |                           |                                           | Renya Setsuki   |

## Réception
La comédie musicale suisse originale a reçu des retours positifs ou mitigés de la part de la presse spécialisée. De nombreuses critiques saluent la musique et la chorégraphie, en particulier les scènes de bataille, tout en pointant les faiblesses scénaristiques (une intrigue prévisible, un manque de développement des personnages). Patrick Stanke a été encensé pour sa performance dans le rôle d'Arthur,. Un album de cette production est sorti quelques semaines plus tard, le 3 avril, et s'est placé à la première place sur Amazon et iTunes en Allemagne.
La version jouée à Séoul, largement modifiée, est également très bien reçue ; la presse loue la puissance émotionnelle, le développement autour du personnage d'Arthur (notamment ses dilemmes intérieurs) ainsi que la mise en scène. La première sud-coréenne est qualifiée de « naissance d'un chef-d'œuvre » et remporte de nombreuses récompenses. Jung Seung-ho a reçu le prix de la meilleure scénographie, à la fois aux Yegreen Musical Awards de 2019 et aux Korean Musical Awards de 2020.